# قائمة رؤساء وزراء الإمارات العربية المتحدة
رئيس وزراء دولة الإمارات العربية المتحدة هو رئيس حكومة الإمارات العربية المتحدة. على الرغم من أن دستور الإمارات العربية المتحدة لا يشترط ذلك، فقد كان حاكم دبي أو نائب حاكم دبي، من الناحية التاريخية رئيس الوزراء.
تولى مكتوم بن راشد آل مكتوم أول رئاسة للوزراء في 9 ديسمبر 1971 وتركها في 25 أبريل 1979 وخلفه والده راشد بن سعيد آل مكتوم، نائب رئيس الإمارات العربية المتحدة في رئاسة الوزراء حتى وفاته في 7 اكتوبر 1990 . عاد ابنه الشيخ مكتوم بن راشد آل مكتوم رئيساً للوزراء للمرة الثانية للفترة من 1990 وحتى 2006 . بعد وفاة الشيخ مكتوم بن راشد آل مكتوم في 4 يناير 2006 أثناء زيارته إلى غولد كوست في أستراليا، خلفه أخوه الأصغر محمد بن راشد آل مكتوم رئيس الوزراء الحالي.
يرأس رئيس الوزراء الإماراتي مجلس الوزراء الذي يجتمع مرة واحدة في الأسبوع في العاصمة، أبوظبي.

## قائمة رؤساء وزراء (1971 - حتى الآن)
| #   | الصورة | الاسم (الولادة–الوفاة)             | فترة الحكم    | فترة الحكم                     | نائب رئيس الوزراء                                                                                        |
| #   | الصورة | الاسم (الولادة–الوفاة)             | استلم المنصب  | ترك المنصب                     | نائب رئيس الوزراء                                                                                        |
| --- | ------ | ---------------------------------- | ------------- | ------------------------------ | --- |
| 1   |        | مكتوم بن راشد آل مكتوم (1943–2006) | 9 ديسمبر 1971 | 30 أبريل 1979                  | حمدان بن راشد آل مكتوم (1971–1973) خليفة بن زايد آل نهيان (1973–1977) حمدان بن محمد آل نهيان (1977–1979) |
| 2   |        | راشد بن سعيد آل مكتوم (1912–1990)  | 30 أبريل 1979 | 7 أكتوبر 1990 (توفي في المنصب) | حمدان بن محمد آل نهيان (1979–1990)                                                                       |
| (1) |        | مكتوم بن راشد آل مكتوم (1943–2006) | 7 أكتوبر 1990 | 4 يناير 2006 (توفي في المنصب)  | سلطان بن زايد آل نهيان (1990–2009) وحمدان بن زايد آل نهيان (1997–2009)                                   |
| 3   |        | محمد بن راشد آل مكتوم (1949–)      | 4 يناير 2006  | في المنصب                      | سيف بن زايد آل نهيان ومنصور بن زايد آل نهيان (2009–الآن)                                                 |